# Blackallia connata
Blackallia connata är en brakvedsväxtart som först beskrevs av Charles Austin Gardner, och fick sitt nu gällande namn av Charles Austin Gardner. Blackallia connata ingår i släktet Blackallia och familjen brakvedsväxter. Inga underarter finns listade i Catalogue of Life.